# Ribeirópolis (kommun)
Ribeirópolis är en kommun i Brasilien.   Den ligger i delstaten Sergipe, i den östra delen av landet, 1 300 km nordost om huvudstaden Brasília. Antalet invånare är 17 163. Arean är 262 kvadratkilometer.
Terrängen i Ribeirópolis är huvudsakligen platt, men åt sydost är den kuperad.
Följande samhällen finns i Ribeirópolis:
- Ribeirópolis

Omgivningarna runt Ribeirópolis är huvudsakligen savann. Runt Ribeirópolis är det ganska tätbefolkat, med 111 invånare per kvadratkilometer.